# Шишкинер
Шишкинер (мар. Шишкэҥер) — деревня в Куженерском районе Республики Марий Эл. Входит в состав Русскошойского сельского поселения.

## География
Находится в северо-восточной части республики Марий Эл на расстоянии приблизительно 24 км на юго-восток от районного центра посёлка Куженер.

## История
Известна с 1859 года как казённый починок, в котором было 7 дворов, 47 жителей. В 1874 году починок состоял из 16 дворов, в нём проживали русские, 100 человек. В 1924 году в деревне было 35 дворов, в 1933 году в ней проживало 198 человек. В 1943 году в деревне было 36 дворов, проживало 140 человек, в 1960 году в деревне было 33 хозяйства и 147 человек. В 1975 году в деревне проживало 111 человек. В 1980 году в деревне было 28 хозяйств, проживало 78 человек. В 2005 году в деревне было 5 дворов. В советское время работали колхозы «Юпитер» и «Знамя».

## Население
Население составляло 18 человек (русские 49 %, мари 51 %) в 2002 году, 4 в 2010.